# Acção Socialista Portuguesa
A Acção Socialista Portuguesa (ASP) foi uma organização política portuguesa fundada em Genebra por Mário Soares, Manuel Tito de Morais e Francisco Ramos da Costa, em novembro de 1964.
Representando um novo esforço de estruturação do movimento socialista, não conseguiu estabelecer as bases de implantação a que aspirava devido aos impedimentos do regime ditatorial vigente em Portugal à época, conjugando os instrumentos de luta na clandestinidade com as poucas possibilidades de intervenção legal permitidas pelo salazarismo.
A ASP iniciou a publicação Portugal Socialista em Maio de 1967, estabelecendo também numerosos contactos com partidos e organizações internacionais, sendo formalmente admitida na Internacional Socialista, em 1972.
Foi o embrião político que deu origem ao Partido Socialista português.